# Marvin Hamilton
Marvin Hamilton-Omole (Leytonstone, 8 ottobre 1988) è un calciatore singalese con cittadinanza britannica, difensore svincolato.

## Carriera

### Club
Esordisce tra i professionisti nella stagione 2007-2008, giocando 5 partite nella terza divisione inglese con il Gillingham; in seguito, dopo aver giocato tra l'ottava e la settima divisione inglese con il Folkestone Invicta ed il Dover Athletic, nella stagione 2009-2010 gioca 5 partite nella prima divisione cipriota con l'APEP Pitsilia, con cui invece nella stagione successiva gioca in seconda divisione. Ad eccezione di un breve periodo in Australia nel 2013, durante il quale veste le maglie di Southern Stars ed Albany Creek, continua poi a giocare nelle serie minori inglesi (mai al di sopra della sesta divisione).

### Nazionale
Il 5 giugno 2021 ha esordito con la nazionale singalese giocando l'incontro perso 3-2 contro il Libano, valido per le qualificazioni al campionato mondiale di calcio 2022. Nel 2021 nell'arco di circa sei mesi totalizza complessivamente 10 presenze e 2 reti in nazionale.

## Statistiche

### Cronologia presenze e reti in nazionale
| Cronologia completa delle presenze e delle reti in nazionale ― Sri Lanka | Cronologia completa delle presenze e delle reti in nazionale ― Sri Lanka | Cronologia completa delle presenze e delle reti in nazionale ― Sri Lanka | Cronologia completa delle presenze e delle reti in nazionale ― Sri Lanka | Cronologia completa delle presenze e delle reti in nazionale ― Sri Lanka | Cronologia completa delle presenze e delle reti in nazionale ― Sri Lanka | Cronologia completa delle presenze e delle reti in nazionale ― Sri Lanka | Cronologia completa delle presenze e delle reti in nazionale ― Sri Lanka |
| Data                                                                     | Città                                                                    | In casa                                                                  | Risultato                                                                | Ospiti                                                                   | Competizione                                                             | Reti                                                                     | Note                                                                     |
| ------------------------------------------------------------------------ | ------------------------------------------------------------------------ | ------------------------------------------------------------------------ | ------------------------------------------------------------------------ | ------------------------------------------------------------------------ | ------------------------------------------------------------------------ | ------------------------------------------------------------------------ | ------------------------------------------------------------------------ |
| 5-6-2021                                                                 | Goyang                                                                   | Libano                                                                   | 3 – 2                                                                    | Sri Lanka                                                                | Qual. Mondiali 2022                                                      | -                                                                        | 28’                                                                      |
| 9-6-2021                                                                 | Goyang                                                                   | Corea del Sud                                                            | 5 – 0                                                                    | Sri Lanka                                                                | Qual. Mondiali 2022                                                      | -                                                                        |                                                                          |
| 1-10-2021                                                                | Malé                                                                     | Sri Lanka                                                                | 0 – 1                                                                    | Bangladesh                                                               | SAFF Championship 2021 - 1º turno                                        | -                                                                        | 62’                                                                      |
| 4-10-2021                                                                | Malé                                                                     | Sri Lanka                                                                | 2 – 3                                                                    | Nepal                                                                    | SAFF Championship 2021 - 1º turno                                        | 1                                                                        |                                                                          |
| 7-10-2021                                                                | Malé                                                                     | India                                                                    | 0 – 0                                                                    | Sri Lanka                                                                | SAFF Championship 2021 - 1º turno                                        | -                                                                        |                                                                          |
| 10-10-2021                                                               | Malé                                                                     | Maldive                                                                  | 1 – 0                                                                    | Sri Lanka                                                                | SAFF Championship 2021 - 1º turno                                        | -                                                                        |                                                                          |
| 9-11-2021                                                                | Colombo                                                                  | Sri Lanka                                                                | 4 – 4                                                                    | Maldive                                                                  | Four Nations Football Tournament 2021 - Fase a gironi                    | -                                                                        |                                                                          |
| 13-11-2021                                                               | Colombo                                                                  | Sri Lanka                                                                | 0 – 1                                                                    | Seychelles                                                               | Four Nations Football Tournament 2021 - Fase a gironi                    | -                                                                        | 64’                                                                      |
| 16-11-2021                                                               | Colombo                                                                  | Sri Lanka                                                                | 2 – 1                                                                    | Bangladesh                                                               | Four Nations Football Tournament 2021 - Fase a gironi                    | -                                                                        |                                                                          |
| 19-11-2021                                                               | Colombo                                                                  | Sri Lanka                                                                | 3 – 3 dts (1 - 3 dtr)                                                    | Seychelles                                                               | Four Nations Football Tournament 2021 - Finale                           | 1                                                                        |                                                                          |
| Totale                                                                   |                                                                          | Presenze                                                                 | 10                                                                       |                                                                          | Reti                                                                     | 2                                                                        |                                                                          |